# Redcliff (Alberta)
Pour les articles homonymes, voir Redcliff.
Redcliff est une ville (town) du Comté de Cypress, située dans la province canadienne d'Alberta.

## Démographie
En tant que localité désignée dans le recensement de 2011, Redcliff a une population de 5 588 habitants dans 2083 de ses 2195 logements, soit une variation de 9.2% avec la population de 2006. Avec une superficie de 16,201 8 km2, la ville possède une densité de population de 344,899 9 hab/km2 en 2011.
Concernant le recensement de 2006, Redcliff abritait 5 096 habitants dans 1902 de ses 1968 logements. Avec une superficie de 10,505 2 km2, la ville possédait une densité de population de 485,1 hab/km2 en 2006.
| 2001  | 2006  | 2011  | 2016  |
| ----- | ----- | ----- | ----- |
| 4 372 | 5 096 | 5 588 | 5 600 |